# Diguel (Diguel)
Pour les articles homonymes, voir Diguel.
Diguel est une commune rurale et le chef-lieu du département de Diguel dans la province du Soum de la région Sahel au Burkina Faso.

## Géographie
Située à la frontière avec le Mali, dont elle constitue le poste-frontière, la commune est traversée par la route nationale 22.

## Histoire
En 2005, le village de Thiofi est autonomisé administrativement de Diguel.

## Démographie
| 2003  | 2006  | 2012 |
| ----- | ----- | ---- |
| 2 087 | 1 845 | -    |

## Économie
Diguel possède une banque de céréales.

## Santé et éducation
Diguel accueille le seul centre de santé et de promotion sociale (CSPS) du département tandis que le centre médical avec antenne chirurgicale (CMA) se trouve à Djibo.